# Ossokorky (métro de Kiev)
Ossokorky (ukrainien : Осокорки ; russe : Осокорки, Ossokorki) est une station de la ligne Sirets'ko-Petchers'ka (M3) du métro de Kiev. Elle est située dans le raïon de Darnitsa de la ville de Kiev en Ukraine.
Mise en service en 1992, elle est desservie par les rames de la ligne M3. Le service est arrêté ou perturbé depuis l'invasion de l'Ukraine par la Russie en 2022.

## Situation sur le réseau
Établie en souterrain, la station Ossokorky, est une station de passage de la Ligne Sirets'ko-Petchers'ka (M3) du métro de Kiev. Elle est située entre la station Slavoutytch, en direction du terminus ouest Syrets, et la station Pozniaky, en direction du terminus est, Tchervonyï khoutir.
Elle dispose d'un quai central encadré par les deux voies de la ligne.

## Histoire
La station Ossokorky est mise en service le 30 décembre 1992, lors de l'ouverture à l'exploitation de la section de Vydoubytchi à Ossokorky. Elle est conçue par l'architecte ET. Krushinsky.

## Services aux voyageurs

### Accès et accueil

Installations
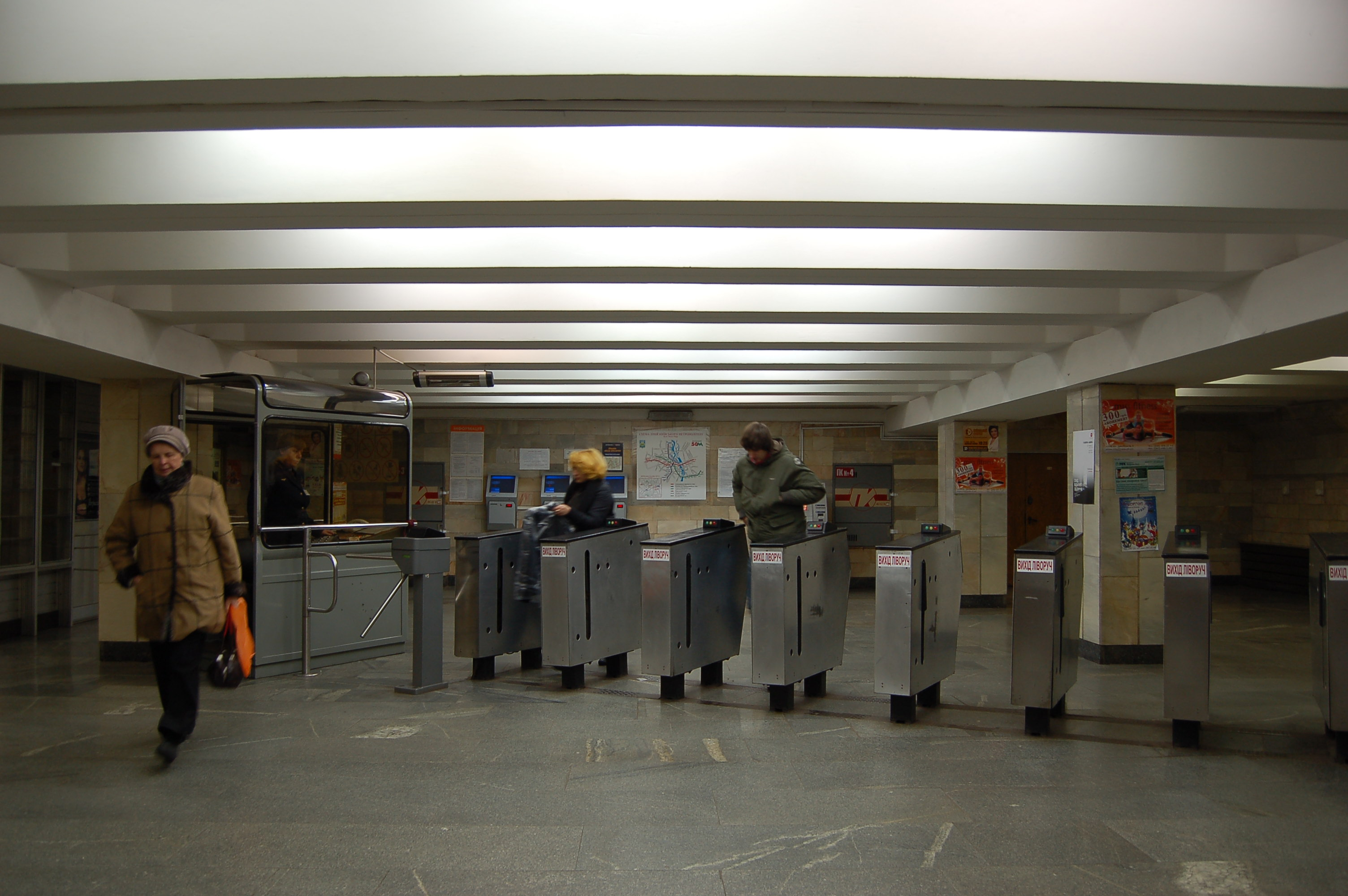
2011.
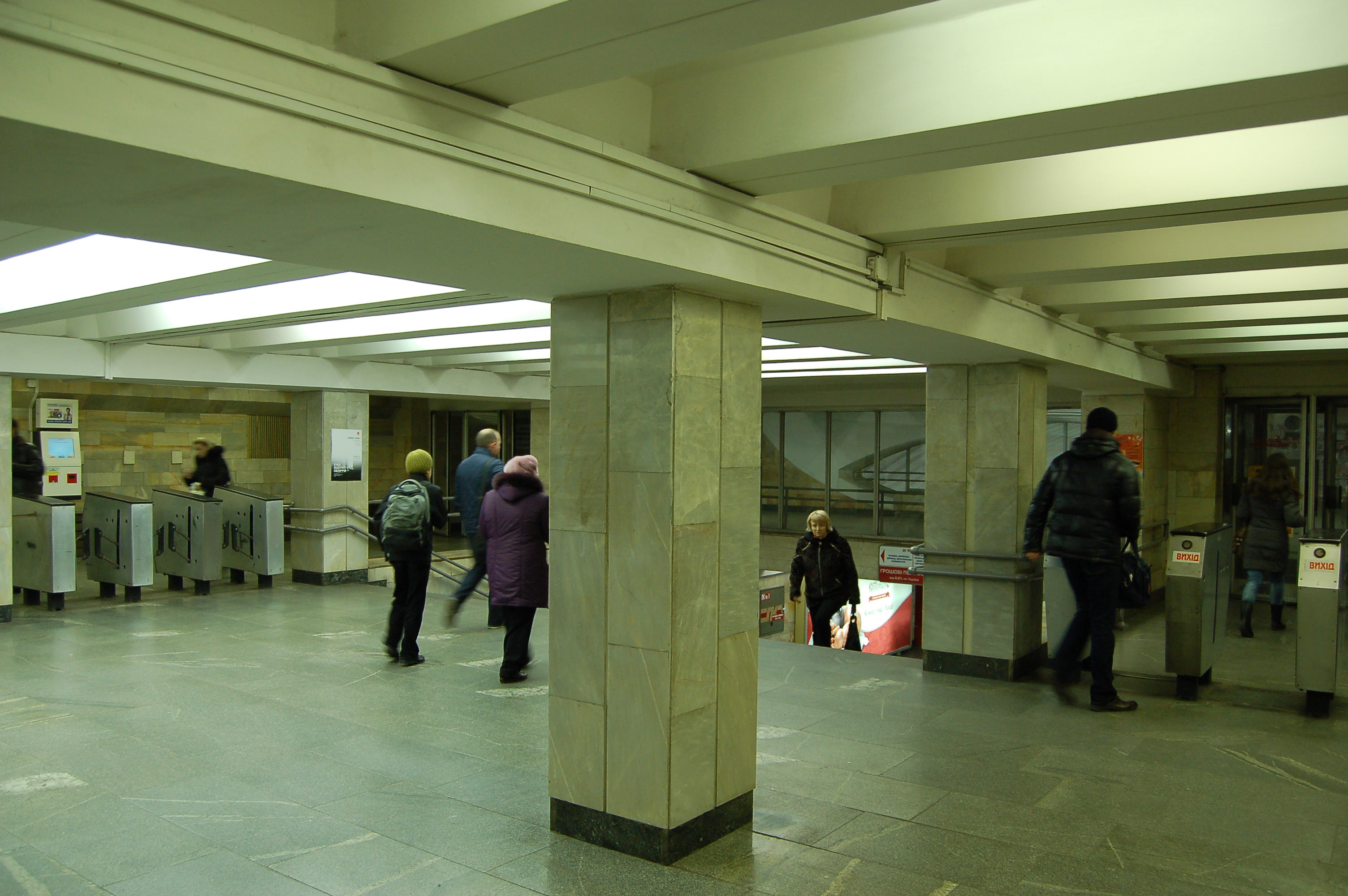
2011.
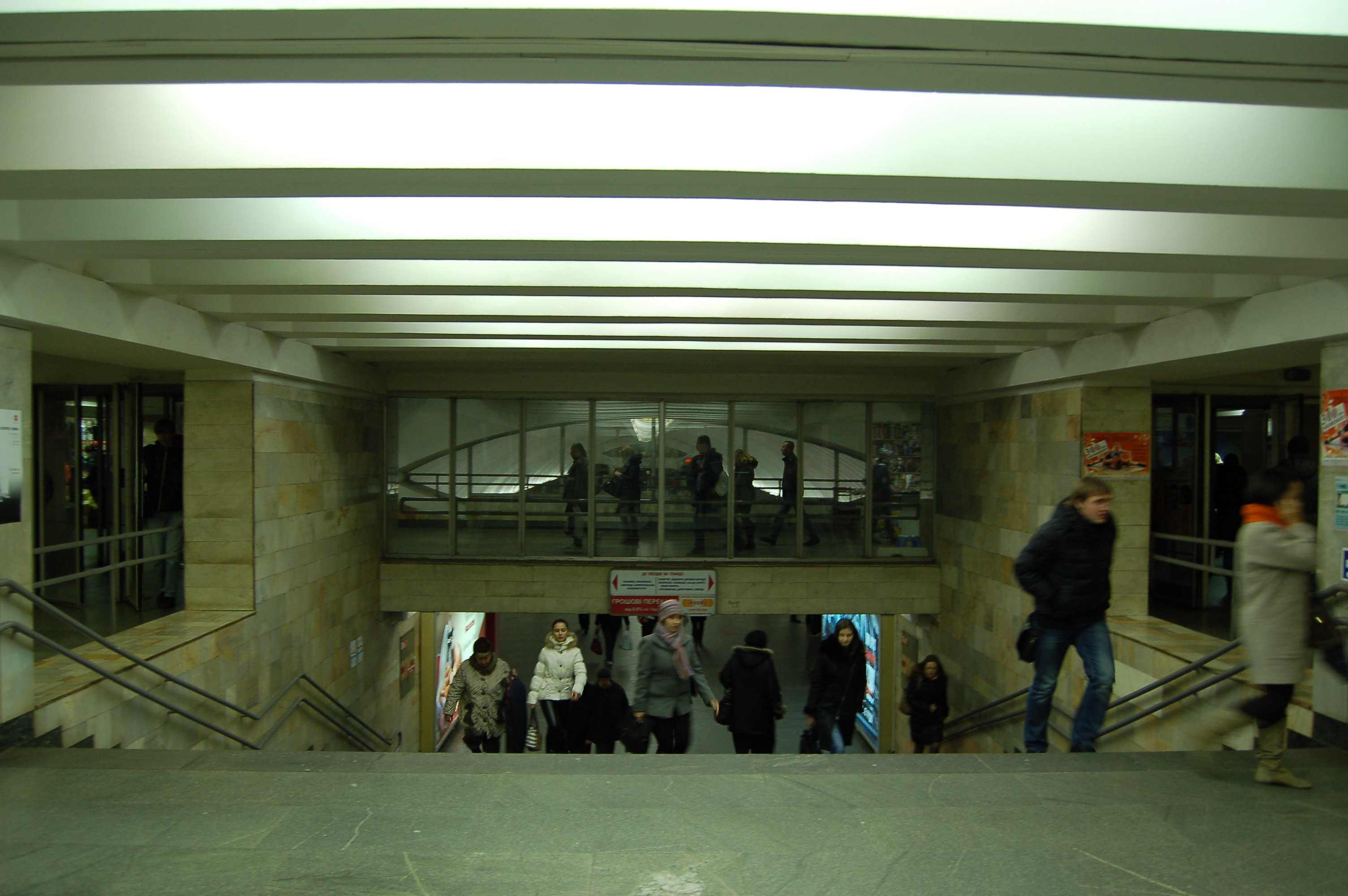
2011.

### Desserte
Ossokorky est desservie par les rames de la ligne M3.

Installations et desserte
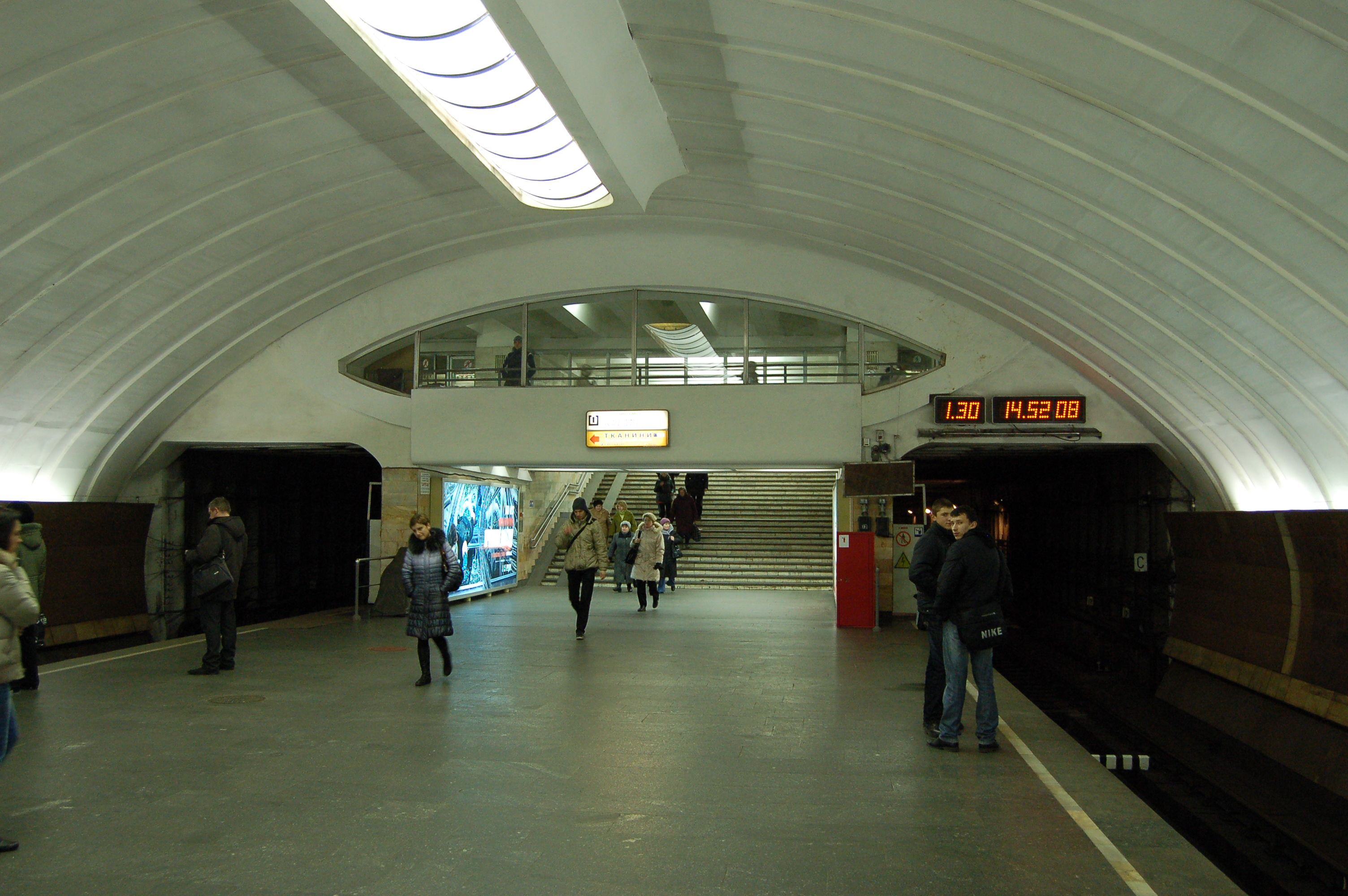
2011.
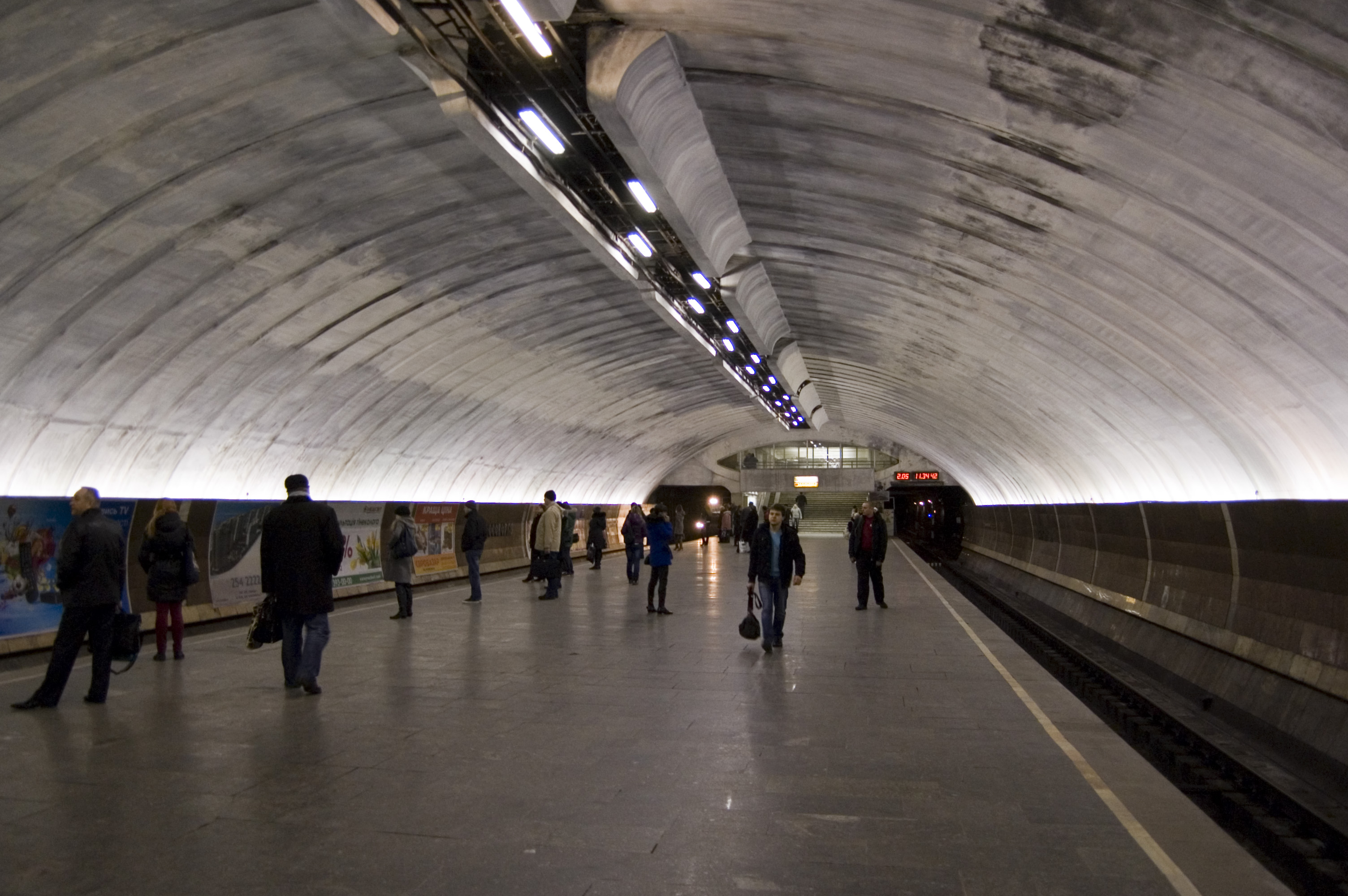
2012.
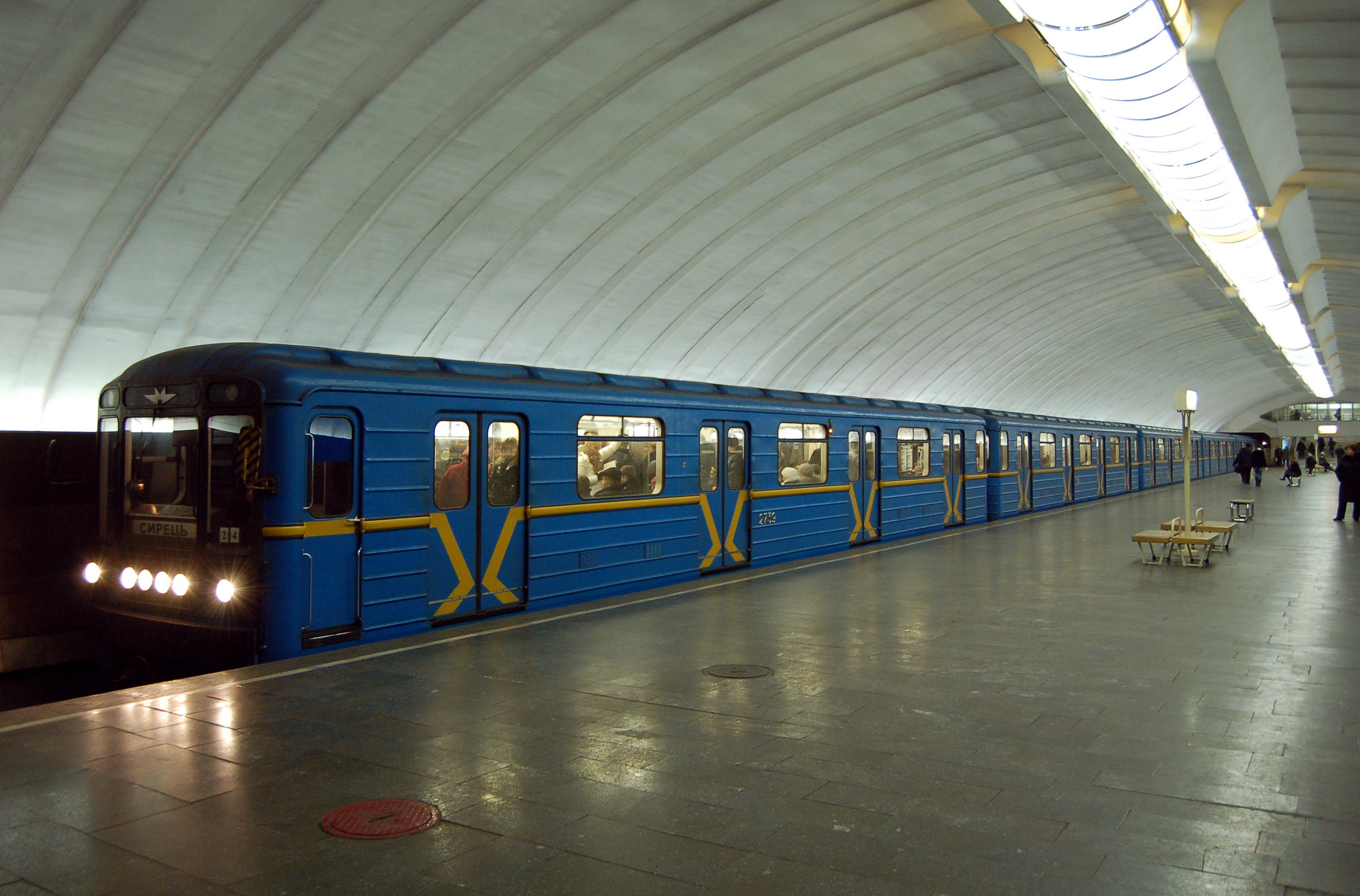
2011.